# Fontaine-en-Bray
Fontaine-en-Bray ist eine französische Gemeinde mit 167 Einwohnern (Stand: 1. Januar 2022) im Département Seine-Maritime in der Region Normandie. Sie gehört zum Arrondissement Dieppe und zum Kanton Neufchâtel-en-Bray. Die Bewohner werden Fontainesais und Fontainesaises genannt.

## Geographie
Fontaine-en-Bray liegt im Zentrum des Départements in der Landschaft Pays de Bray, etwa 35 Kilometer nordöstlich von Rouen und etwa 37 Kilometer südöstlich von Dieppe. Umgeben wird Fontaine-en-Bray von den Nachbargemeinden Massy im Norden und Westen, Neuville-Ferrières im Nordosten, Saint-Saire im Osten, Sainte-Geneviève im Süden und Südosten sowie Bradiancourt im Südwesten.

## Bevölkerungsentwicklung

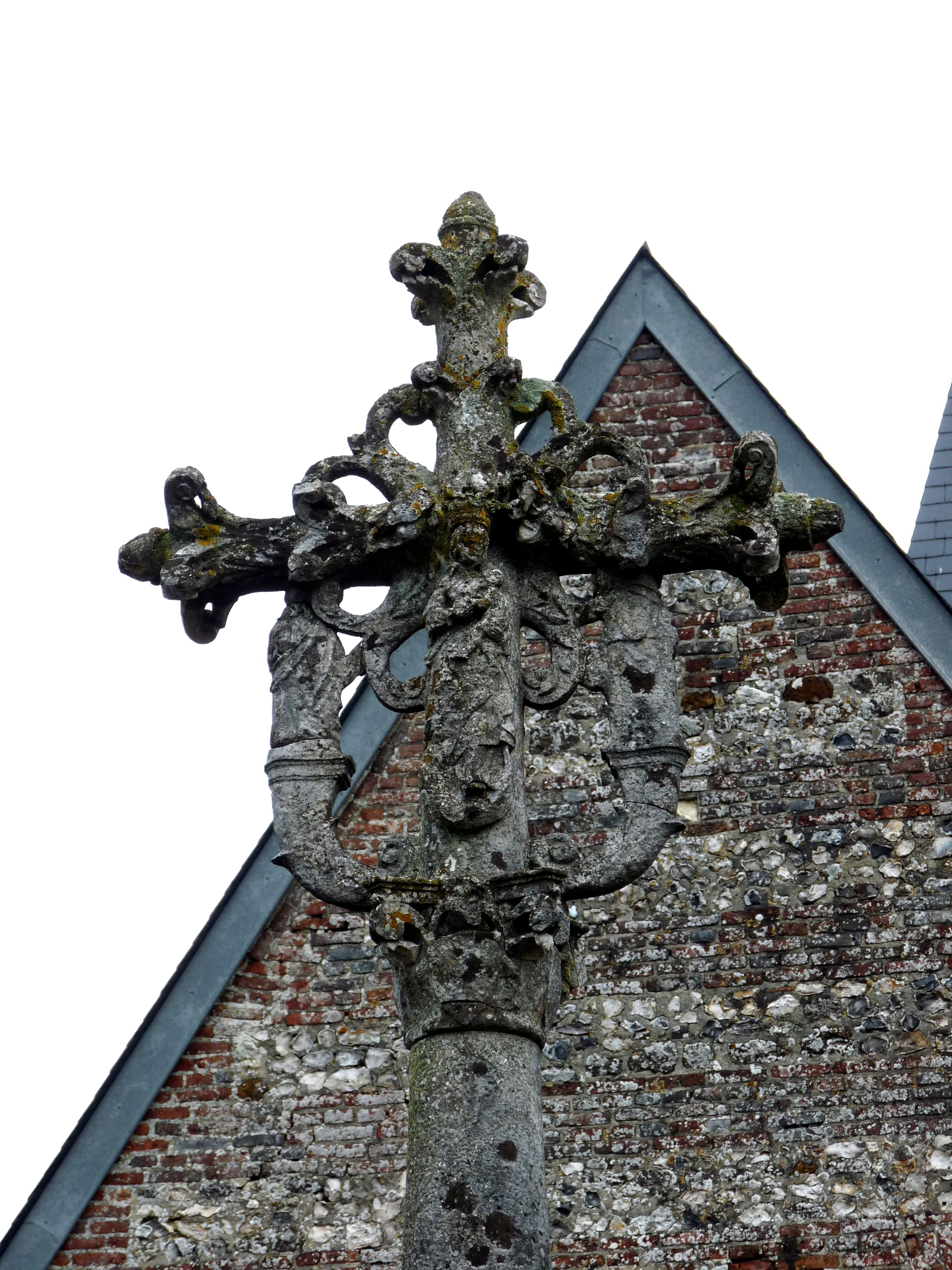
Steinkreuz

| Jahr                       | 1962 | 1968 | 1975 | 1982 | 1990 | 1999 | 2006 | 2013 | 2020 |
| Einwohner                  | 211  | 204  | 161  | 140  | 164  | 170  | 160  | 169  | 172  |
| Quellen: Cassini und INSEE |      |      |      |      |      |      |      |      |      |

## Sehenswürdigkeiten
- Kirche Saint-Sulpice aus dem 11. Jahrhundert
- Steinkreuz aus dem 16. Jahrhundert, seit 1914 als Monument historique klassifiziert